# Jean-Paul Colonval
Jean-Paul Colonval (Tienen, 2 februari 1940 – 7 maart 2024) was een Belgisch voetballer die als aanvaller speelde. Hij speelde in Eerste klasse bij Tilleur FC, Daring Club Brussel en Standard Luik en werd in 1965 Belgisch topschutter. In totaal speelde hij in de Eerste Klasse 114 wedstrijden en scoorde 64 doelpunten. Na zijn spelerscarrière was Colonval een tijd voetbaltrainer en verslaggever van voetbalwedstrijden bij de betaalzender Canal+.

## Carrière

### Als speler
Colonval was jeugdspeler bij Royal White Star AC, de voetbalploeg uit Sint-Pieters-Woluwe waar zijn ouders na de Tweede Wereldoorlog waren komen wonen. In november 1958 debuteerde Colonval in het eerste elftal dat op dat moment uitkwam in de Tweede klasse. Colonval speelde dat seizoen nog 6 wedstrijden in de eerste ploeg. Vanaf het volgende seizoen werd hij een vaste waarde in de ploeg. In 1963 fusionneerde White Star met Racing Brussel; de fusieploeg kreeg de naam Royal Racing White. In het eerste seizoen dat Colonval bij de nieuwe fusieploeg speelde, kreeg hij weinig speelkansen en speelde slechts 13 wedstrijden.
Na het seizoen kreeg Colonval een aanbod van het pas naar Eerste klasse gepromoveerde Tilleur FC. Aanvankelijk zat Colonval op de bank maar vanaf de 8ste wedstrijd mocht hij meespelen. In zijn eerste match bij Tilleur scoorde Colonval twee doelpunten en in zijn tweede wedstrijd tegen K. Lierse SK scoorde Colonval alle vier de doelpunten. Hij had een vaste basisplaats veroverd en ondanks de zeven gemiste wedstrijden werd Colonval nog topschutter van Eerste klasse met 25 doelpunten. Tilleur eindigde dat seizoen op de 4de plaats. Het daaropvolgende seizoen was Colonval lange tijd geblesseerd waardoor hij slechts 9 doelpunten scoorde.
Tilleur zat in financiële moeilijkheden en diende zijn beste spelers te verkopen. Colonval vertrok in 1966 naar toenmalig Eersteklasser Daring Club Brussel. In zijn eerste seizoen met de club scoorde Colonval 12 doelpunten en eindigde de ploeg op de 8ste plaats. Colonval werd geselecteerd voor het nationale B-elftal en speelde mee tegen Luxemburg. Colonval scoorde in deze wedstrijd twee doelpunten. Het zou zijn enige selectie voor een nationaal voetbalelftal blijven.
In 1967 verhuisde Colonval naar Standard Luik dat net winnaar van de Beker van België geworden was. In het eerste seizoen kon Colonval een vaste plaats in het elftal veroveren en werd de ploeg derde in de eindrangschikking. In de Europacup II 1967/68 bereikte Standard de kwartfinales waarin ze verloren van AC Milan. In deze Europese campagne had Colonval eenmaal gescoord. Standard trok in het tussenseizoen de jonge Erwin Kostedde aan die geleidelijk Colonval zou verdringen van een basisplaats. In 1969 verliet Colonval de club. Hij had er 47 wedstrijden gespeeld en scoorde hierin 20 doelpunten in alle competities.
Colonval vertrok samen met Jean Nicolay naar Daring Club Brussel dat net naar Tweede klasse gedegradeerd was. De ploeg veranderde haar naam in Daring Molenbeek en wilde door het aantrekken van een aantal oud-spelers uit Eerste klasse onmiddellijk terugkeren naar de hoogste klasse. Dit lukte echter niet maar de ploeg haalde wel de finale van de Beker van België waarin het met 6-1 verloor van Club Brugge. Het daaropvolgende seizoen eindigde Daring in de middenmoot van de Tweede klasse.

### Als trainer
In 1971 werd Colonval speler-trainer bij Racing Jet Brussel dat net naar Vierde klasse gedegradeerd was en bleef er vier seizoenen. Na zijn eerste seizoen kon Racing Jet al terug promoveren naar Derde klasse waar het steeds in de middenmoot eindigde.
Colonval werd in 1975 voetbaltrainer bij Sporting Charleroi dat net naar Eerste klasse gepromoveerd. Ondanks het feit dat de club zich had weten te handhaven in Eerste klasse kreeg Colonval na het seizoen geen contractverlenging. Tussen 1979 en 1982 was Colonval opnieuw trainer bij Racing Jet Brussel en dwong er met de ploeg in 1980 de promotie naar Tweede klasse af. In 1981 behaalde de ploeg onder leiding van Colonval de eindronde voor promotie in de Tweede klasse. In 1982 degradeerde de ploeg naar Derde klasse en Colonval verliet de club.
Na een kort avontuur in IJsland bij Víkingur Reykjavík keerde Colonval in 1984 voor een derde maal terug naar Racing Jet dat ondertussen tweemaal gepromoveerd was en in Eerste klasse speelde. Hij verving er de ontslagen trainer Johan Vermeersch maar kon de club evenmin redden van degradatie.

### Na zijn trainerscarrière
In 1986 sloeg Colonval een andere weg in en richtte een studierichting "sport" op aan een atheneum in de provincie Henegouwen. In 2002 richtte hij aan een tweede school nog een sportstudierichting op.
Colonval werd in 1989 voetbalcommentator op de betaalzender Canal+. Na 16 jaar commentaar te hebben gegeven bij 375 wedstrijden stopte hij hiermee in 2005. Hij werd technisch directeur bij RAEC Mons dat naar Tweede klasse gedegradeerd was. Colonval werd er belast met het opzetten van een structuur om een spoedige promotie naar Eerste klasse te bewerkstelligen. Bergen promoveerde onmiddellijk naar Eerste klasse. In december 2007 verliet Colonval Bergen om technisch raadgever te worden van voorzitter Johan Vermeersch bij FC Brussels.
Colonval overleed op 7 maart 2024 op 84-jarige leeftijd.